# Élő Omega Kisstadion ’79
Az Élő Omega Kisstadion ’79 az Omega 1979. szeptember 8-9-i Kisstadion-beli koncertjén készült felvételeket tartalmazó album.
A lemez egyik kuriózuma az instrumentális Sze-Vosztok, amelyről stúdiófelvétel nem készült. Ez a dal ezen a koncertalbumon, később pedig a 2011-es Kiabálj, énekelj! ritkaságválogatáson jelent meg.
Az NSZK-ban Live at Kisstadion címmel adták ki, a dalok egy részére angol nyelven ráénekeltek. Emiatt a koncerten nem rögzítették a közönséghangokat (nehogy az angol változatba belehallatsszon, amint a rajongók magyarul énekelnek), azt Pécsett rögzítették úgy, hogy az ott összegyűlt közönségnek lejátszották a koncertfelvételt.

## Megjelenései
- 1979 dupla LP
- 1979 Live at Kisstadion dupla LP
- 1995 Live at Kisstadion CD
- 1995 Az Omega összes koncertfelvétele 1. – 2. CD – Kisstadion 1979
- 2022 Élő Omega [Kisstadion '79] - CD

## Dalok

### 1. lemez
1. Sze-Vosztok (Omega)
2. Gammapolis I. (Omega – Várszegi Gábor)
3. Nem tudom a neved (Mihály Tamás – Kóbor János – Sülyi Péter)
4. Léna (Omega – Várszegi Gábor)
5. Start (Omega)
6. Napot hoztam, csillagot (a lemezborítón Időrabló címmel) (Omega – Sülyi Péter)
7. Éjféli koncert (Omega – Sülyi Péter)

### 2. lemez
1. Ezüst eső (Omega – Várszegi Gábor)
2. Csillagok útján(Omega – Várszegi Gábor)
3. Őrültek órája(Omega – Várszegi Gábor)
4. Metamorfózis II. (Omega – Sülyi Péter)
5. Finálé (Omega, Ludwig van Beethoven)
6. Metamorfózis I. (Omega – Sülyi Péter)

## Közreműködtek
- Benkő László – billentyűs hangszerek, vokál
- Debreczeni Ferenc – dob, ütőhangszerek
- Kóbor János – ének
- Mihály Tamás – basszusgitár, vokál
- Molnár György – gitár

Vendégek:
- Póka Egon, Szénich János, Kőrös József – gitár (Csillagok útján)

## Live at Kisstadion

### 1. lemez
1. Vostok (Sze-Vosztok)
2. Gammapolis I. – magyar
3. Help to Find Me (Nem tudom a neved) – angol
4. Russian Winter (Léna) – angol
5. Start
6. Time Robber (Időrabló – 1. tétel: Napot hoztam, csillagot) – magyar
7. Late Night Show (Éjféli koncert) – angol

### 2.lemez
1. Silver Rain (Ezüst eső) – magyar
2. High on the Starway (Csillagok útján) – angol
3. Rush Hour (Őrültek órája) – magyar, a CD-ről lemaradt
4. Metamorphosis II. (Metamorfózis II.) – magyar
5. Final (Finálé)
6. Metamorphosis I. (Metamorfózis I.) – angol

## Érdekesség
Az Omegának jelent már meg Élő Omega címmel albuma, amely tulajdonképpen az együttes negyedik nagylemeze 1972-ből.